# 폴 스위지
폴 스위지(1910년 4월 10일 ~ 2004년 2월 27일)는 미국의 경제학자이자, 마르크스주의이론가이다.

## 생애
폴 스위지는 1910년 4월 10일 뉴욕에서 퍼스트 내셔널 시티 뱅크의 부은행장인 에버렛 B. 스위지의 세 아들중 막내로 태어났다. 그의 엄마, 캐롤라인 윌슨 스위지는 볼티모어의 가우처 컬리지에서 공부했다.
스위지는 필립스 엑세터 아카데미를 다니다 하버드 대학교로 진학했고, 하버드 대학교의 신문 하버드 크림슨의 편집자로 활동하기도 했다. 그는 1932년 하버드대학교를 수석으로 졸업했다.

## 학술
스위지의 경제학 연구는 그가 현대 자본주의의 세 가지 주요 경향인 독점, 침체, 금융화에 마르크스주의적 분석을 적용하는 데 초점을 맞추었다.
스위지가 공식적으로 발표한 첫 경제학 논문은 1934년 정치경제지에 실린 '피구 교수의 실업 이론'이라는 제목의 논문이었다.[ 10년 동안 스위지는 25편의 기사와 리뷰를 발표하며 경제 관련 주제에 대해 많은 글을 썼다. 스위지는 과점 가격 결정에서 비틀어진 수요 곡선의 개념을 처음으로 도입하면서, 이 몇 년 동안 기대와 과점 분야에서 선구적인 작업을 했다.
하버드 대학교는 1938년 스위지의 논문 '영국 석탄 무역의 독점 및 경쟁'을 발표하였다. 1942년 『자본주의 발전의 이론』을 출판하면서 스위지는 자신을 "미국 마르크스주의자들의 학장"으로 자리매김했고, 이러한 주제에 대한 후기 마르크스주의자들의 저작을 위한 기초를 다졌다. 이 책은 영어로 "전환 문제"에 대한 최초의 주요 논의를 제시했을 뿐만 아니라 마르크스의 가치 이론의 "질적" 측면도 강조하여 마르크스의 정치 경제 접근법과 구별하였다.
1966년 스위지는 폴 A. 바란과 함께 《독점 자본》을 출판했다. 세속적 침체라고도 불리는 스위지의 침체 이론에 대한 증거와 함축적 의미를 상세히 기술했다. 그들은 현대 자본주의가 직면할 주요 딜레마는 자본 축적으로 인한 경제적 흑자를 위한 수익성 있는 투자처를 어떻게 찾을 것인가라고 주장했다. 과점화의 증가로 인해 독점적인 기업들이 과잉 수용에 대한 대응으로 가격보다는 생산량을 줄임으로써 침체된 형태를 띠게 되었다. 과점이라는 것은 흑자 비율이 증가하는 경향을 의미하지만, 이 흑자가 반드시 통계 기록에 이익으로 등록되는 것은 아니다. 그것은 또한 낭비와 과잉 생산 능력의 형태를 취한다. 마케팅, 국방비, 그리고 다양한 형태의 부채의 증가는 과잉 축적 문제를 완화시킬 수 있다. 그러나 그들은 자본의 어려움에 대한 이러한 해결방안은 본질적으로 제한적이고 시간이 지남에 따라 효용성이 감소하는 경향이 있어 독점자본이 경기 침체로 이어지는 경향이 있다고 보았다.